# Laini Taylor
Laini Taylor (ur. 11 grudnia 1971 w Chico) – amerykańska pisarka, autorka książek fantasy dla młodzieży i finalistka National Book Award w kategorii Young People’s Literature. Jest najbardziej znana z serii Córka dymu i kości (org. Daughter of Smoke and Bone), której trzecia część ukazała się w 2014 roku.

## Życiorys
Ukończyła język angielski na Uniwersytecie Kalifornijskim w Berkeley. Obecnie mieszka w Portlandzie w stanie Oregon z mężem i córką. Zawsze chciała być pisarką, ale skończyła 35 lat, zanim skończyła swoją pierwszą powieść.
W 2004 roku napisała powieść graficzną dla Image Comics, zilustrowaną przez jej męża Jima Di Bartolo. Jej pierwsza powieść, Dreamdark: Blackbringer została opublikowana w 2007 roku, a jej sequel został laureatem nagrody Cybil Award w 2009 roku. Najbardziej znana jest z serii fantasy dla młodzieży Córka dymu i kości. Pierwsza książka z serii została uznana przez Amazon za najlepszą książkę dla nastolatków w 2011 roku, a druga część, Dni krwi i światła gwiazd, również znalazła się na tej liście w 2012.

## Dzieła przetłumaczone na język polski
Cykl Córka Dymu i Kości
- Córka dymu i kości (ang. Daughter of Smoke and Bone), wyd. Amber, ISBN 978-83-241-4158-6
- Dni krwi i światła gwiazd (ang. Days of Blood and Starlight), wyd. Amber, ISBN 978-83-241-5253-7
- Sny bogów i potworów (część 1) (ang. Daughter of Smoke and Bone #3: Dreams of Gods and Monsters), wyd. Amber, ISBN 978-83-241-5452-4
- Sny bogów i potworów (część 2) (ang. Daughter of Smoke and Bone #3: Dreams of Gods and Monsters), wyd. Amber, ISBN 978-83-241-5446-3

Cykl Strange The Dreamer
- Marzyciel (ang. Strange the Dreamer), wyd. SQN, ISBN 978-83-8129-079-1
- Muza koszmarów (ang. Muse of Nightmares), wyg. SQN, ISBN 978-83-8129-395-2